# Christopher Taylor (photographe)
Pour les articles homonymes, voir Christopher Taylor et Taylor.
Christopher Taylor (1958 à Skegness, Angleterre) est un photographe anglais.

## Biographie
Après des études de zoologie, à l'université de Sheffield, Christopher Taylor commence une carrière de chercheur qu'il abandonne pour se tourner vers la photographie à partir de 1986. 1986 est également l'année au cours de laquelle il débute de nombreux voyages en Asie, notamment en Inde, rapportant des séries de reportages photographiques.
Christopher Taylor a obtenu deux bourses : l'une, en 1998, de la DRAC Languedoc Roussillon ; l'autre en 2001, allouée par le Centre national des arts plastiques.

## Collections
- ville de Montpellier
- Château d'eau de Toulouse
- Fonds national d'art contemporain, Paris

## Expositions (partielle)
personnelles
- 1990, Portfolio Room, Londres
- 1993, Espace Photo Angle, Le Corum, Montpellier
- 1994, Galerie de l’Opéra, Ostrava, République tchèque
- 1996, Primavera Fotogràfica, Barcelone, Espagne
- 2000
  - Galerie municipale du Château d’Eau, Toulouse
  - Galerie Camera Obscura, Paris
  - Musée Verlaine, Juniville
- 2001, Galeria Maria Martin, Madrid, Espagne
- 2001, Photofestival Noorderlicht, Groningen, Pays-Bas
- 2003, Palais du Tau, Reims
- 2009, Galerie Camera Obscura
- 2010, Le silence est espace, du 27 avril 2010 au 13 juin 2010, Hôtel de Fontfreyde

collectives
- 1985, Image and Exploration, Photographers’ Gallery, Londres
- 1993, Audio Visual, Rencontres d'Arles
- 1999, Triennale Photographique, Tampere, Finlande
- 2003, Insomnies, Le Bleu du Ciel, Lyon

## Publications (partielle)
De 1985 à 2003, les travaux de Christopher Taylor ont été publiés dans divers catalogues et livres :
- Mai de la Photo, Catalogue du Festival, 1994
- Primavera Fotogràfica, Catalogue du Festival, 1996
- Source Magazine (automne), Belfast, 1996 et 1999
- Catalogue, Galerie du Château d'eau, Toulouse, 2000
- Blind Spot Magazine No. 23, New York, 2003